# Liste der Naturschutzgebiete im Hochsauerlandkreis
Die Liste der Naturschutzgebiete im Hochsauerlandkreis enthält die Naturschutzgebiete des Landkreises Hochsauerlandkreis in Nordrhein-Westfalen.

## Liste
| Schlüssel- nummer | Ort                                                             | Gebietsname                                                     | CDDA- Sitecode                                                  | IUCN- Kategorie                                                 | Schutzwürdige Biotope                                           | Fläche in ha                                                    | Flächen- anzahl                                                 | Jahr der Ausweisung                                             | Bild                                                            |
| ----------------- | --------------------------------------------------------------- | --------------------------------------------------------------- | --------------------------------------------------------------- | --------------------------------------------------------------- | --------------------------------------------------------------- | --------------------------------------------------------------- | --------------------------------------------------------------- | --------------------------------------------------------------- | --------------------------------------------------------------- |
| HSK-001K1         | Meschede                                                        | Hamorsbruch                                                     | 378200                                                          | IV                                                              | BK-4515-111 BK-4515-112                                         | 62,4915                                                         | 1                                                               | 1942                                                            |                                                                 |
| HSK-002           | Winterberg                                                      | In der Strei                                                    | 81996                                                           | IV                                                              | BK-4716-0018                                                    | 16,3100                                                         | 1                                                               | 1957                                                            |                                                                 |
| HSK-003           | Brilon                                                          | Drübel                                                          | 81557                                                           | IV                                                              | BK-4617-0008                                                    | 8,9806                                                          | 1                                                               | 1958                                                            |                                                                 |
| HSK-004           | Meschede                                                        | Am Bocksbart                                                    | 81285                                                           | IV                                                              | BK-4615-0109                                                    | 3,0005                                                          | 1                                                               | 1950                                                            |                                                                 |
| HSK-005           | Schmallenberg                                                   | Auf der Sommerseite                                             | 81338                                                           | IV                                                              | BK-4816-380                                                     | 4,5694                                                          | 2                                                               | 1935                                                            |                                                                 |
| HSK-006           | Winterberg                                                      | Neuer Hagen                                                     | 82238                                                           | IV                                                              | BK-4717-902                                                     | 74,7179                                                         | 1                                                               | 1955                                                            |                                                                 |
| HSK-007           | Winterberg                                                      | Günninghauser Mark                                              | 164022                                                          | IV                                                              | BK-4817-171 BK-4817-201 BK-4817-901 BK-4817-902                 | 213,1997                                                        | 1                                                               | 1965                                                            |                                                                 |
| HSK-008           | Winterberg                                                      | Kahler Asten (Landschaftsplan Winterberg)                       | 82021                                                           | IV                                                              | BK-4816-0010                                                    | 36,7705                                                         | 3                                                               | 1965                                                            |                                                                 |
| HSK-009           | Meschede                                                        | Schnettenberg                                                   | 82543                                                           | IV                                                              | BK-4615-905                                                     | 2,8940                                                          | 3                                                               | 1938                                                            |                                                                 |
| HSK-010           | Eslohe                                                          | Usemert                                                         | 82771                                                           | IV                                                              | BK-4715-0018                                                    | 2,3371                                                          | 1                                                               | 1955                                                            |                                                                 |
| HSK-011           | Olsberg                                                         | Reitmecke                                                       | 329588                                                          | IV                                                              | BK-4616-0317                                                    | 3,5997                                                          | 1                                                               | 2004                                                            |                                                                 |
| HSK-00013         | Sundern                                                         | Hagener Niederwälder                                            | 555737229                                                       | IV                                                              | BK-4713-0143 (Hagener Niederwald-Komplex)                       | 25,41                                                           | 3                                                               | 2019                                                            |                                                                 |
| HSK-013           | Olsberg                                                         | Bruchhauser Steine                                              | 81466                                                           | IV                                                              | BK-4617-0229 BK-4617-902                                        | 84,8777                                                         | 3                                                               | 1951                                                            |                                                                 |
| HSK-014           | Marsberg                                                        | Wäschebach/Tieberg                                              | 82860                                                           | IV                                                              | BK-4419-0102 BK-4419-066 BK-4419-302 BK-4419-303                | 80,6918                                                         | 1                                                               | 1978                                                            |                                                                 |
| HSK-015           | Schmallenberg                                                   | Hunau - Langer Rücken - Heidberg                                | 163822                                                          | IV                                                              | BK-4716-0048 BK-4716-0049                                       | 605,99                                                          | 2                                                               | 1953                                                            |                                                                 |
| HSK-016           | Meschede                                                        | Ruhrtal bei Laer                                                | 165256                                                          | IV                                                              | BK-4615-800 BK-4615-801                                         | 187,2729                                                        | 2                                                               | 1979                                                            |                                                                 |
| HSK-017           | entfallen (ehemals Naturschutzgebiet Altholzbestand Kirchhagen) | entfallen (ehemals Naturschutzgebiet Altholzbestand Kirchhagen) | entfallen (ehemals Naturschutzgebiet Altholzbestand Kirchhagen) | entfallen (ehemals Naturschutzgebiet Altholzbestand Kirchhagen) | entfallen (ehemals Naturschutzgebiet Altholzbestand Kirchhagen) | entfallen (ehemals Naturschutzgebiet Altholzbestand Kirchhagen) | entfallen (ehemals Naturschutzgebiet Altholzbestand Kirchhagen) | entfallen (ehemals Naturschutzgebiet Altholzbestand Kirchhagen) | entfallen (ehemals Naturschutzgebiet Altholzbestand Kirchhagen) |
| HSK-018           | Brilon                                                          | Altenbürener Steinberg                                          | 165679                                                          | IV                                                              | BK-4616-0318                                                    | 23,0757                                                         | 1                                                               | 1981                                                            |                                                                 |
| HSK-019           | Arnsberg                                                        | Moosfelder Ohl                                                  | 164687                                                          | IV                                                              | BK-4513-902                                                     | 17,2534                                                         | 1                                                               | 1981                                                            |                                                                 |
| HSK-020           | Winterberg                                                      | Liemecke und Hangwälder um Elkeringhausen                       | 164756                                                          | IV                                                              | BK-4717-0002                                                    | 38,70                                                           | 1                                                               | 1987                                                            |                                                                 |
| HSK-021           | Bestwig                                                         | Siebersbruch                                                    | 165565                                                          | IV                                                              | BK-4516-020                                                     | 4,79                                                            | 1                                                               | 1985                                                            |                                                                 |
| HSK-022           | Sundern                                                         | Westenfelder Kalkknäppchen                                      | 166269                                                          | IV                                                              | BK-4614-909                                                     | 2,1401                                                          | 1                                                               | 1985                                                            |                                                                 |
| HSK-023           | Sundern                                                         | Breloh                                                          | 162558                                                          | IV                                                              | BK-4613-0307                                                    | 12,1985                                                         | 1                                                               | 1985                                                            |                                                                 |
| HSK-024           | Eslohe                                                          | Am Eimberg                                                      | 162147                                                          | IV                                                              | BK-4714-185                                                     | 3,9925                                                          | 1                                                               | 1985                                                            |                                                                 |
| HSK-025           | Marsberg                                                        | Halbtrockenrasen am Dahlberg                                    | 163497                                                          | IV                                                              | BK-4419-0243                                                    | 10,81                                                           | 1                                                               | 1985                                                            |                                                                 |
| HSK-026           | Brilon                                                          | Tinne / Nehder Kopf                                             | 162066                                                          | IV                                                              | BK-4517-0022 BK-4517-0026 BK-4517-0181                          | 187,06                                                          | 1                                                               | 1985                                                            |                                                                 |
| HSK-027           | Marsberg                                                        | Leitmarer Felsen                                                | 164427                                                          | IV                                                              | BK-4519-0133 BK-4519-902                                        | 21,0940                                                         | 1                                                               | 1985                                                            |                                                                 |
| HSK-028           | Marsberg                                                        | Wulsenberg                                                      | 319357                                                          | IV                                                              | BK-4519-0125 BK-4519-0126 BK-4519-0127 BK-4519-301 BK-4519-903  | 38,17                                                           | 1                                                               | 1985                                                            |                                                                 |
| HSK-029           | Marsberg                                                        | Kittenberg                                                      | 318659                                                          | IV                                                              | BK-4519-0131 BK-4519-0132 BK-4519-088                           | 70,74                                                           | 1                                                               | 2000                                                            |                                                                 |
| HSK-030           | entfallen                                                       | entfallen                                                       | entfallen                                                       | entfallen                                                       | entfallen                                                       | entfallen                                                       | entfallen                                                       | entfallen                                                       | entfallen                                                       |
| HSK-031           | Eslohe                                                          | Feuchtwald Landenbeck                                           | 164533                                                          | IV                                                              | BK-4715-0034                                                    | 0,9915                                                          | 1                                                               | 1985                                                            |                                                                 |
| HSK-032           | Medebach                                                        | Neue Born - Oberes Hilletal                                     | 164786                                                          | IV                                                              | BK-4717-102 BK-4717-401 BK-4717-904                             | 17,6136                                                         | 2                                                               | 1987                                                            |                                                                 |
| HSK-033           | Olsberg                                                         | Helmeringhauser Bruch                                           | 163629                                                          | IV                                                              | BK-4616-001                                                     | 23,8612                                                         | 1                                                               | 1987                                                            |                                                                 |
| HSK-034           | entfallen                                                       | entfallen                                                       | entfallen                                                       | entfallen                                                       | entfallen                                                       | entfallen                                                       | entfallen                                                       | entfallen                                                       | entfallen                                                       |
| HSK-035           | Brilon                                                          | Hemmeker Bruch                                                  | 163633                                                          | IV                                                              | BK-4518-0306                                                    | 16,6436                                                         | 1                                                               | 1988                                                            |                                                                 |
| HSK-036           | Brilon                                                          | Burhagener Weg                                                  | 162565                                                          | IV                                                              | BK-4617-024                                                     | 9,04                                                            | 1                                                               | 1996                                                            |                                                                 |
| HSK-037           | entfallen                                                       | entfallen                                                       | entfallen                                                       | entfallen                                                       | entfallen                                                       | entfallen                                                       | entfallen                                                       | entfallen                                                       | entfallen                                                       |
| HSK-038           | Marsberg                                                        | Auf der Wiemecke                                                | 162289                                                          | IV                                                              | BK-4518-201 BK-4518-902 BK-4519-0158                            | 51,58                                                           | 1                                                               | 1989                                                            |                                                                 |
| HSK-039           | Meschede                                                        | Hunstein                                                        | 163832                                                          | IV                                                              | BK-4615-0261                                                    | 6,6033                                                          | 1                                                               | 1990                                                            | Naturschutzgebiet HSK 39 Hunstein                               |
| HSK-040           | Olsberg                                                         | Hölzerner Peter                                                 | 163723                                                          | IV                                                              | BK-4616-0318 BK-4616-082                                        | 35,1226                                                         | 1                                                               | 1990                                                            |                                                                 |

| Schlüsselnr. | Gemeinde      | Gebietsname                                   | Fläche in ha | Bild                                        |
| ------------ | ------------- | --------------------------------------------- | ------------ | ------------------------------------------- |
| HSK-043      | Arnsberg      | Breitenbruch-Neuhaus                          | 2285,5519    | Naturnaher Wald im NSG Breitenbruch-Neuhaus |
| HSK-149      | Arnsberg      | Ruhrtal                                       | 440,7497     |                                             |
| HSK-150      | Arnsberg      | Lürwald                                       | 1619,1607    |                                             |
| HSK-151      | Arnsberg      | Landschaftsraum Im Schee                      | 3,1449       |                                             |
| HSK-152      | Arnsberg      | Teiche Im Schee                               | 1,3247       |                                             |
| HSK-153      | Arnsberg      | Grünlandbrache Bachumer Ohl                   | 3,4328       |                                             |
| HSK-154      | Arnsberg      | Moosfelde                                     | 428,3007     |                                             |
| HSK-155      | Arnsberg      | Strukturreicher Eichenwald bei Dreihausen     | 6,4476       |                                             |
| HSK-156      | Arnsberg      | Möhne                                         | 13,0941      |                                             |
| HSK-157      | Arnsberg      | Hülsbergsiepen                                | 5,7826       |                                             |
| HSK-158      | Arnsberg      | Quellbäche Schlibbecke-Bach                   | 4,6693       |                                             |
| HSK-159      | Arnsberg      | Feuchtwaldparzellen nördlich des Spulberg     | 3,0428       |                                             |
| HSK-160      | Arnsberg      | Röhrtal                                       | 15,2851      |                                             |
| HSK-161      | Arnsberg      | Wollbergsiepen und Kuhpfadsiepen              | 13,9806      |                                             |
| HSK-162      | Arnsberg      | Stemmwegsiepen                                | 5,5129       |                                             |
| HSK-163      | Arnsberg      | Wannebach                                     | 34,4669      |                                             |
| HSK-164      | Arnsberg      | Domkebachtal                                  | 5,8732       |                                             |
| HSK-165      | Arnsberg      | Buchenwald Schakenberg                        | 2,2435       |                                             |
| HSK-166      | Arnsberg      | Kerbtal und Laubmischwald In der Mark         | 6,1571       |                                             |
| HSK-167      | Arnsberg      | Laubmischwald Sternhelle                      | 4,8963       |                                             |
| HSK-168      | Arnsberg      | Waldreservat Obereimer                        | 548,1520     | NSG Waldreservat Obereimer                  |
| HSK-169      | Arnsberg      | Oberlauf der Kleinen Schmalenau               | 8,4978       |                                             |
| HSK-170      | Arnsberg      | Oberlauf des Meimkebaches                     | 7,4405       |                                             |
| HSK-171      | Arnsberg      | Buchenwald bei Wenningen                      | 4,1730       |                                             |
| HSK-172      | Arnsberg      | Eichholz                                      | 22,7854      |                                             |
| HSK-174      | Arnsberg      | Glockenheide nördlich Oelinghauser Heide      | 2,6542       |                                             |
| HSK-175      | Arnsberg      | Kalkklippen-Buchenwald bei Ainkhausen         | 4,9012       |                                             |
| HSK-176      | Arnsberg      | Buchenwald am Freberg                         | 4,0907       |                                             |
| HSK-177      | Arnsberg      | Wacholderheide bei Wettmarsen                 | 1,0388       |                                             |
| HSK-178      | Arnsberg      | Kerbtal am Werdenberg                         | 6,8274       |                                             |
| HSK-179      | Arnsberg      | Unteres Hellefelder Bachtal                   | 21,3713      |                                             |
| HSK-180      | Arnsberg      | Mühlenbachtal                                 | 9,9018       |                                             |
| HSK-181      | Arnsberg      | Stockumer Bach                                | 9,0557       |                                             |
| HSK-182      | Arnsberg      | Eichenwald im Sundern                         | 14,6520      |                                             |
| HSK-183      | Arnsberg      | Laubmisch- und Erlenwald östlich Höllinghofen | 34,4407      |                                             |
| HSK-185      | Arnsberg      | Seufzertal                                    | 45,0588      |                                             |
| HSK-449      | Arnsberg      | Spreiberg                                     | 88,1771      |                                             |
| HSK-450      | Bestwig       | Bestwiger Ruhrtal                             | 84,4501      | NSG Bestwiger Ruhrtal                       |
| HSK-451      | Bestwig       | Ostenberg                                     | 21,0800      |                                             |
| HSK-452      | Bestwig       | Plästerlegge – Auf’m Kipp                     | 13,7768      | NSG Plästerlegge – Auf’m Kipp               |
| HSK-453      | Bestwig       | Hohler Stein                                  | 12,3286      |                                             |
| HSK-454      | Bestwig       | Steinberg / Im Hagen                          | 21,8991      |                                             |
| HSK-455      | Bestwig       | Breberg                                       | 51,4223      |                                             |
| HSK-456      | Bestwig       | Lörmecketalsystem                             | 18,3239      |                                             |
| HSK-457      | Bestwig       | Moorbirkenbruch am Gemeinheitskopf            | 3,6981       |                                             |
| HSK-458      | Bestwig       | Langenbergsiepen                              | 2,3547       |                                             |
| HSK-459      | Bestwig       | Eidmecketalsystem                             | 29,6061      |                                             |
| HSK-460      | Bestwig       | Schlebornbach / Düstere Siepen                | 18,5280      | Schlebornbachta                             |
| HSK-461      | Bestwig       | Halden bei Ramsbeck                           | 25,1864      |                                             |
| HSK-462      | Bestwig       | Auf’m Riese                                   | 47,1587      |                                             |
| HSK-463      | Bestwig       | Lütteckenstein / Halberg                      | 17,7098      |                                             |
| HSK-464      | Bestwig       | Am Bastenberg                                 | 0,8007       | NSG Am Bastenberg                           |
| HSK-465      | Bestwig       | Heimberg                                      | 13,4409      |                                             |
| HSK-466      | Bestwig       | Auf der Burg                                  | 1,3806       |                                             |
| HSK-467      | Bestwig       | Erlenbruch Grenschede                         | 1,2447       |                                             |
| HSK-468      | Bestwig       | Dörnberg                                      | 1,1024       |                                             |
| HSK-469      | Bestwig       | Hohenstein                                    | 3,2253       |                                             |
| HSK-470      | Bestwig       | Himerk / Wettstein                            | 5,5028       |                                             |
| HSK-471      | Bestwig       | Scheidt                                       | 2,0836       |                                             |
| HSK-472      | Bestwig       | Feuchtwald an der Burg                        | 2,3041       |                                             |
| HSK-473      | Bestwig       | Mönchenknapp                                  | 20,6339      |                                             |
| HSK-474      | Bestwig       | Twilmecke / Kalmecke                          | 10,4291      |                                             |
| HSK-475      | Bestwig       | Erlenbruch Düstere Siepen                     | 0,6091       |                                             |
| HSK-476      | Bestwig       | Untere Elpe                                   | 2,3839       |                                             |
| HSK-477      | Bestwig       | Aschensiepen                                  | 13,7175      |                                             |
| HSK-478      | Bestwig       | Tiefe Hohl – Kottensiepen                     | 2,7817       |                                             |
| HSK-479      | Bestwig       | Fallenstein                                   | 5,2657       |                                             |
| HSK-480      | Bestwig       | Nuttlarer Schiefergruben                      | 1,3351       |                                             |
| HSK-093      | Brilon        | Aabachtal                                     | 67,4253      |                                             |
| HSK-096      | Brilon        | Almetal                                       | 93,5876      |                                             |
| HSK-184      | Brilon        | Oberes Hoppecketal                            | 21,3603      |                                             |
| HSK-187      | Brilon        | Mittleres Hoppecketal                         | 46,6154      |                                             |
| HSK-188      | Brilon        | Unteres Hoppecketal                           | 59,8291      |                                             |
| HSK-192      | Brilon        | Krahwinkel / Pulvermühle                      | 9,2173       |                                             |
| HSK-193      | Brilon        | Feuchtgrünland am Haus Hubertus               | 1,6673       |                                             |
| HSK-194      | Brilon        | Haidknückel                                   | 5,1951       |                                             |
| HSK-195      | Brilon        | Gimmental                                     | 21,7109      |                                             |
| HSK-196      | Brilon        | Heidfeldsiepen                                | 2,6970       |                                             |
| HSK-197      | Brilon        | Fosshohl                                      | 2,0567       |                                             |
| HSK-198      | Brilon        | Lühlingsbachtal                               | 33,9721      |                                             |
| HSK-199      | Brilon        | Hardtkopfsiepen                               | 0,9300       |                                             |
| HSK-200      | Brilon        | Königswiese                                   | 20,9428      |                                             |
| HSK-201      | Brilon        | Sticklenberg – Schwarze Haupt                 | 68,5009      |                                             |
| HSK-202      | Brilon        | An der Burg                                   | 4,5023       |                                             |
| HSK-203      | Brilon        | Schwarzes Haupt                               | 9,7761       |                                             |
| HSK-204      | Brilon        | Egge                                          | 131,9377     |                                             |
| HSK-205      | Brilon        | Vor’m Hängeberg                               | 2,4606       |                                             |
| HSK-206      | Brilon        | Schwelge – Wolfsknapp                         | 4,8925       |                                             |
| HSK-207      | Brilon        | An der Rösenbecker Burg                       | 8,1152       |                                             |
| HSK-211      | Brilon        | Feldberg                                      | 5,1221       |                                             |
| HSK-212      | Brilon        | Am Battenberg                                 | 0,3175       |                                             |
| HSK-213      | Brilon        | Weiße Frau – Rösenbecker Burg                 | 88,5044      |                                             |
| HSK-214      | Brilon        | Bärenhohlklippen                              | 5,6702       |                                             |
| HSK-224      | Brilon        | Hollenloch-Ziegentempel                       | 2,7108       |                                             |
| HSK-225      | Brilon        | Grünberg – Thülener Stein                     | 25,4371      |                                             |
| HSK-226      | Brilon        | Lülingsknapp                                  | 2,7561       |                                             |
| HSK-227      | Brilon        | Ruhberg                                       | 16,6659      |                                             |
| HSK-228      | Brilon        | Oberer und Unterer Knapp                      | 5,7697       |                                             |
| HSK-229      | Brilon        | Stemmel                                       | 3,4521       |                                             |
| HSK-230      | Brilon        | Buchholz                                      | 260,4873     |                                             |
| HSK-231      | Brilon        | Obere Trift                                   | 24,8225      |                                             |
| HSK-232      | Brilon        | Großer Kluskopf                               | 2,5390       |                                             |
| HSK-233      | Brilon        | Habuchen                                      | 2,2835       |                                             |
| HSK-236      | Brilon        | Eschker Holz                                  | 43,5328      |                                             |
| HSK-237      | Brilon        | Bilstein                                      | 24,8113      |                                             |
| HSK-238      | Brilon        | Hansenberg                                    | 59,5228      |                                             |
| HSK-239      | Brilon        | Mühlenberg                                    | 16,7164      |                                             |
| HSK-244      | Brilon        | Fledermausstollen am Thülener Stein           | 1,7687       |                                             |
| HSK-481      | Brilon        | Talsystem der Glenne                          | 230,9711     |                                             |
| HSK-482      | Brilon        | Oberes Möhnetal                               | 84,4862      |                                             |
| HSK-483      | Brilon        | Steinbecke                                    | 43,1449      |                                             |
| HSK-484      | Brilon        | Goldbachtal                                   | 56,6940      |                                             |
| HSK-485      | Brilon        | Eselsbruch/Harlebachsystem                    | 167,9643     |                                             |
| HSK-486      | Brilon        | Nettetal                                      | 37,7169      |                                             |
| HSK-487      | Brilon        | Rammelsbachtal                                | 16,5904      |                                             |
| HSK-488      | Brilon        | Moenchspiele                                  | 12,6936      |                                             |
| HSK-489      | Brilon        | Hinter’m Bruch                                | 41,8873      |                                             |
| HSK-490      | Brilon        | Desmecketal                                   | 14,3678      |                                             |
| HSK-491      | Brilon        | Bibertal                                      | 17,6647      |                                             |
| HSK-492      | Brilon        | Untere Hilbringse                             | 24,3750      |                                             |
| HSK-493      | Brilon        | Wünnenbecke                                   | 134,9508     |                                             |
| HSK-494      | Brilon        | Brummerhagen                                  | 43,9013      |                                             |
| HSK-495      | Brilon        | Querbruch-Quellbereich                        | 6,7938       |                                             |
| HSK-496      | Brilon        | Frehnershohl                                  | 2,6273       |                                             |
| HSK-497      | Brilon        | Hessenkamp                                    | 53,5704      |                                             |
| HSK-498      | Brilon        | Stadtwald am Bindel                           | 30,4806      |                                             |
| HSK-499      | Brilon        | Wessels Flügel                                | 17,9927      |                                             |
| HSK-500      | Brilon        | Warenberg                                     | 2,3409       |                                             |
| HSK-501      | Brilon        | Haar                                          | 1,2697       |                                             |
| HSK-502      | Brilon        | Gesecker Stein                                | 5,4885       |                                             |
| HSK-503      | Brilon        | Burhagen                                      | 15,1414      |                                             |
| HSK-504      | Brilon        | Derkerstein / Itzelstein                      | 6,3327       |                                             |
| HSK-505      | Brilon        | Ammertenbühl                                  | 2,8003       |                                             |
| HSK-506      | Brilon        | Tettler                                       | 9,1698       |                                             |
| HSK-507      | Brilon        | Müllstein                                     | 5,8147       |                                             |
| HSK-508      | Brilon        | Romberg                                       | 19,7201      |                                             |
| HSK-509      | Brilon        | Drei Eichen                                   | 1,9300       |                                             |
| HSK-510      | Brilon        | Heimberg                                      | 30,2163      |                                             |
| HSK-511      | Brilon        | Schaaken                                      | 21,2764      |                                             |
| HSK-512      | Brilon        | Feldberg                                      | 1,7372       |                                             |
| HSK-513      | Brilon        | Hallerstein                                   | 2,8294       |                                             |
| HSK-514      | Brilon        | Halle                                         | 3,6900       |                                             |
| HSK-515      | Brilon        | Brandrige Mühle                               | 7,3812       |                                             |
| HSK-516      | Brilon        | Kleinschmidts Mühle                           | 1,6684       |                                             |
| HSK-517      | Brilon        | Stuckenplatz                                  | 11,4053      |                                             |
| HSK-518      | Brilon        | Kleine Heide                                  | 6,0208       |                                             |
| HSK-519      | Brilon        | Ringelnbusch                                  | 2,5035       |                                             |
| HSK-520      | Brilon        | Waldbruch                                     | 11,3111      |                                             |
| HSK-521      | Brilon        | Brüche                                        | 53,8735      |                                             |
| HSK-522      | Brilon        | Bintel                                        | 17,4224      |                                             |
| HSK-523      | Brilon        | Gretenberg                                    | 3,4530       |                                             |
| HSK-524      | Brilon        | Poppenberg                                    | 0,6777       |                                             |
| HSK-525      | Brilon        | Meilfesknapp                                  | 8,4474       |                                             |
| HSK-526      | Brilon        | Sonder                                        | 3,1813       |                                             |
| HSK-527      | Brilon        | Böde Bruch und Rehhacken                      | 1,6519       |                                             |
| HSK-531      | Brilon        | Drei Steine                                   | 8,2315       |                                             |
| HSK-534      | Brilon        | Gericht                                       | 2,4300       |                                             |
| HSK-536      | Brilon        | Hexenstein                                    | 4,9100       |                                             |
| HSK-542      | Brilon        | Weberstein                                    | 6,9900       |                                             |
| HSK-269      | Eslohe        | Wennetal                                      | 95,1760      |                                             |
| HSK-272      | Eslohe        | Felsberg / Krähenberg                         | 27,9076      |                                             |
| HSK-282      | Eslohe        | Reinscheid                                    | 12,0295      |                                             |
| HSK-283      | Eslohe        | Dormecketal                                   | 18,4736      | NSG Dormecketal                             |
| HSK-332      | Eslohe        | Magergrünland am Käseberg                     | 7,3614       |                                             |
| HSK-367      | Eslohe        | Büemker Bach und Nebensiepen                  | 32,1294      |                                             |
| HSK-368      | Eslohe        | Landenbecker Klippe                           | 3,0141       |                                             |
| HSK-369      | Eslohe        | Hengstberg                                    | 4,1167       |                                             |
| HSK-370      | Eslohe        | Feuchtgrünland am Hengsbecker Bach            | 2,4353       |                                             |
| HSK-042      | Hallenberg    | Liesetal                                      | 50,3309      |                                             |
| HSK-095      | Hallenberg    | Dreisbachtal                                  | 65,2779      |                                             |
| HSK-208      | Hallenberg    | Galgenberg                                    | 7,9116       |                                             |
| HSK-307      | Hallenberg    | Am Dasseberg                                  | 43,8696      |                                             |
| HSK-347      | Hallenberg    | Im Tal                                        | 26,5244      |                                             |
| HSK-348      | Hallenberg    | Stemmberg                                     | 29,1309      |                                             |
| HSK-349      | Hallenberg    | Hilmesberg                                    | 48,3176      |                                             |
| HSK-350      | Hallenberg    | Mahlbach- und Ölfetalsystem                   | 74,9037      |                                             |
| HSK-351      | Hallenberg    | Hallenberger Wald                             | 876,0601     |                                             |
| HSK-352      | Hallenberg    | Am Kramenzelloch                              | 2,5210       |                                             |
| HSK-353      | Hallenberg    | Biotopkomplex südöstlich der Vogelshöhe       | 28,3765      |                                             |
| HSK-354      | Hallenberg    | Herzgraben                                    | 1,4873       |                                             |
| HSK-355      | Hallenberg    | Biotopkomplex östlich Hallenberg              | 64,0550      |                                             |
| HSK-356      | Hallenberg    | Homböhl                                       | 22,4947      |                                             |
| HSK-357      | Hallenberg    | Heckenlandschaft Braunshausen                 | 80,3486      |                                             |
| HSK-358      | Hallenberg    | Mittleres Weifetal                            | 2,5729       |                                             |
| HSK-359      | Hallenberg    | Mausenloch                                    | 5,6951       |                                             |
| HSK-360      | Hallenberg    | Steinschlade                                  | 7,3203       |                                             |
| HSK-361      | Hallenberg    | Vordere Winterseite                           | 7,7280       |                                             |
| HSK-362      | Hallenberg    | Wache                                         | 111,0730     |                                             |
| HSK-363      | Hallenberg    | Nuhnewiesen                                   | 165,3039     |                                             |
| HSK-364      | Hallenberg    | Blockflur am Steinschab                       | 3,2110       |                                             |
| HSK-093      | Marsberg      | Aabachtal                                     | 67,4253      |                                             |
| HSK-094      | Marsberg      | Glockengrund                                  | 21,2568      | NSG Glockengrund                            |
| HSK-148      | Marsberg      | Hasental / Kregenberg                         | 48,9908      |                                             |
| HSK-188      | Marsberg      | Unteres Hoppecketal                           | 59,8291      |                                             |
| HSK-189      | Marsberg      | Lange Wiese                                   | 40,2178      |                                             |
| HSK-190      | Marsberg      | Oberes Diemeltal                              | 187,1309     |                                             |
| HSK-191      | Marsberg      | Bellergrund                                   | 19,9460      |                                             |
| HSK-209      | Marsberg      | Am Forstenberg                                | 0,7367       |                                             |
| HSK-210      | Marsberg      | Östlicher Arnstein                            | 8,4959       |                                             |
| HSK-215      | Marsberg      | Niederhof                                     | 10,0195      |                                             |
| HSK-216      | Marsberg      | Raumberg                                      | 3,1574       |                                             |
| HSK-217      | Marsberg      | Neuer Hagen Padberg                           | 9,7369       |                                             |
| HSK-218      | Marsberg      | Padberg                                       | 44,0842      |                                             |
| HSK-219      | Marsberg      | Hüttenberg                                    | 33,5029      |                                             |
| HSK-220      | Marsberg      | Lüchtenberg                                   | 15,2661      |                                             |
| HSK-221      | Marsberg      | Müllenberg                                    | 10,4014      |                                             |
| HSK-222      | Marsberg      | Südlicher Arnstein                            | 12,1430      |                                             |
| HSK-223      | Marsberg      | Judengrund                                    | 5,8218       |                                             |
| HSK-234      | Marsberg      | Schafbruch                                    | 1,5602       |                                             |
| HSK-235      | Marsberg      | Forst Bredelar                                | 453,3360     |                                             |
| HSK-240      | Marsberg      | Grottenberg                                   | 17,0929      |                                             |
| HSK-241      | Marsberg      | Brandiger Berg                                | 39,1230      |                                             |
| HSK-242      | Marsberg      | Eselstall / Mittelberg                        | 64,4400      |                                             |
| HSK-243      | Marsberg      | Nonnenbusch                                   | 3,3320       |                                             |
| HSK-245      | Brilon        | Fettküche                                     | 0,6868       |                                             |
| HSK-371      | Marsberg      | Siebenbuchen                                  | 593,0645     |                                             |
| HSK-372      | Marsberg      | Diemelsberg / Kolsberg                        | 49,6870      |                                             |
| HSK-373      | Marsberg      | Forst Bredelar / Obermarsberger Wald          | 475,7972     |                                             |
| HSK-374      | Marsberg      | Hagen / Königsseite                           | 35,5707      |                                             |
| HSK-375      | Marsberg      | Hengesberg                                    | 4,2600       |                                             |
| HSK-376      | Marsberg      | Emmese                                        | 75,7426      |                                             |
| HSK-377      | Marsberg      | Giershagener Buchholz                         | 26,5913      |                                             |
| HSK-378      | Marsberg      | Schuberstein                                  | 18,6279      |                                             |
| HSK-379      | Marsberg      | Hahnenberg                                    | 21,5408      |                                             |
| HSK-380      | Marsberg      | Auf der Eulenkirche                           | 6,1899       |                                             |
| HSK-381      | Marsberg      | Ohmberg / Bilstein                            | 83,0993      |                                             |
| HSK-382      | Marsberg      | Buchenberg                                    | 23,4782      |                                             |
| HSK-383      | Marsberg      | Apfelbaumgrund                                | 5,1986       |                                             |
| HSK-384      | Marsberg      | Auf dem Bruch                                 | 58,2919      |                                             |
| HSK-385      | Marsberg      | Unteres Diemeltal                             | 168,0566     |                                             |
| HSK-386      | Marsberg      | Glindetal                                     | 126,6394     |                                             |
| HSK-387      | Marsberg      | Bleikuhle                                     | 0,8124       |                                             |
| HSK-388      | Marsberg      | Dahlsberg                                     | 4,8402       |                                             |
| HSK-389      | Marsberg      | Huxstein                                      | 4,9169       |                                             |
| HSK-390      | Marsberg      | Udorfer Mühle                                 | 25,1116      |                                             |
| HSK-391      | Marsberg      | Vor dem Priesterberg                          | 8,3201       |                                             |
| HSK-392      | Marsberg      | Klebberg                                      | 19,8071      |                                             |
| HSK-393      | Marsberg      | An der Kleppwiese                             | 2,5202       |                                             |
| HSK-394      | Marsberg      | Gelber Bruch                                  | 15,0163      |                                             |
| HSK-395      | Marsberg      | Galgenberg / Auf dem Glindschen Grund         | 45,5265      |                                             |
| HSK-396      | Marsberg      | Niedernfeld                                   | 85,2218      |                                             |
| HSK-397      | Marsberg      | Hummelgrund                                   | 34,3297      |                                             |
| HSK-398      | Marsberg      | Kiesgruben Dörpeder Mark                      | 23,7528      | Orketal                                     |
| HSK-173      | Medebach      | Orketal                                       | 198,0530     | Orketal                                     |
| HSK-292      | Medebach      | Oberes Dittelsbachtal-Klokenbruch             | 13,9132      |                                             |
| HSK-293      | Medebach      | Hoche                                         | 2,3445       |                                             |
| HSK-294      | Medebach      | Rempel                                        | 5,5193       |                                             |
| HSK-295      | Medebach      | Wissinghauser Heide                           | 18,9561      |                                             |
| HSK-296      | Medebach      | Grundwassertal-Hollmecker Bachtal             | 89,9864      |                                             |
| HSK-297      | Medebach      | Hallebachtal                                  | 86,7828      |                                             |
| HSK-298      | Medebach      | Kahle Pön                                     | 95,9222      |                                             |
| HSK-299      | Medebach      | Sälbecke                                      | 5,3109       |                                             |
| HSK-300      | Medebach      | Auf dem Knapp                                 | 22,9837      |                                             |
| HSK-301      | Medebach      | Grüner Stot                                   | 7,4746       |                                             |
| HSK-302      | Medebach      | Itter-Quellen                                 | 12,6537      |                                             |
| HSK-304      | Medebach      | Waldreservat Glindfeld                        | 2152,0405    |                                             |
| HSK-305      | Medebach      | Böhlen                                        | 40,7226      |                                             |
| HSK-306      | Medebach      | Die Erlen                                     | 35,1118      |                                             |
| HSK-308      | Medebach      | Krämershagen                                  | 8,1268       |                                             |
| HSK-309      | Medebach      | Großer Steinberg                              | 1,5849       |                                             |
| HSK-310      | Medebach      | Olfetal                                       | 12,3359      |                                             |
| HSK-311      | Medebach      | Bromberg-Steinbrüche                          | 2,8244       |                                             |
| HSK-312      | Medebach      | Osterntal                                     | 6,4299       |                                             |
| HSK-313      | Medebach      | Berger Bachtal                                | 15,9741      |                                             |
| HSK-314      | Medebach      | Burghagen                                     | 7,0496       |                                             |
| HSK-315      | Medebach      | Hardt                                         | 7,7305       |                                             |
| HSK-316      | Medebach      | Katmecketal                                   | 29,7760      |                                             |
| HSK-317      | Medebach      | Ziegenhardt-Heideköppel                       | 48,1941      |                                             |
| HSK-318      | Medebach      | Ziegenberg                                    | 2,2894       |                                             |
| HSK-319      | Medebach      | Brüche-Talung                                 | 18,8446      |                                             |
| HSK-320      | Medebach      | Ziegenhardt                                   | 1,7455       |                                             |
| HSK-321      | Medebach      | Knickhagen                                    | 10,9488      |                                             |
| HSK-322      | Medebach      | Kattenkopp                                    | 16,3579      |                                             |
| HSK-323      | Medebach      | Wilde Aa                                      | 7,7803       |                                             |
| HSK-324      | Medebach      | Bauernland                                    | 5,4511       |                                             |
| HSK-325      | Medebach      | Oesternwiesen                                 | 22,2773      |                                             |
| HSK-326      | Medebach      | Goldene Tröge                                 | 11,1442      |                                             |
| HSK-327      | Medebach      | Brühnetal                                     | 90,5496      |                                             |
| HSK-328      | Medebach      | Bärberg                                       | 50,7474      |                                             |
| HSK-329      | Medebach      | Rüdenscheid                                   | 6,4291       |                                             |
| HSK-330      | Medebach      | An der Gemeine                                | 18,0688      |                                             |
| HSK-331      | Medebach      | Nordhelle                                     | 3,2602       |                                             |
| HSK-333      | Medebach      | Auf dem Schleim                               | 3,5295       |                                             |
| HSK-334      | Medebach      | Medebach-Frauenbruch                          | 46,9124      |                                             |
| HSK-335      | Medebach      | Medebacher Heide                              | 6,4153       |                                             |
| HSK-336      | Medebach      | Figgemecketal                                 | 15,8663      |                                             |
| HSK-337      | Medebach      | Wamecke – Wilde Aar                           | 66,3739      |                                             |
| HSK-338      | Medebach      | Hollenhaus                                    | 7,3088       |                                             |
| HSK-339      | Medebach      | Lohgraben-Herzgraben                          | 12,3743      |                                             |
| HSK-340      | Medebach      | Gelängeberg                                   | 52,7142      |                                             |
| HSK-341      | Medebach      | Unkenbachtal                                  | 5,0557       |                                             |
| HSK-342      | Medebach      | Gelängebachtal                                | 96,2634      |                                             |
| HSK-343      | Medebach      | Kirchgrund                                    | 5,3598       |                                             |
| HSK-344      | Medebach      | Raunsberg                                     | 5,6409       |                                             |
| HSK-345      | Medebach      | Almecke                                       | 5,8071       |                                             |
| HSK-346      | Medebach      | Lückenkopf                                    | 2,4526       |                                             |
| HSK-365      | Medebach      | Homberg                                       | 5,3278       |                                             |
| HSK-366      | Medebach      | Rüggen                                        | 13,3756      |                                             |
| HSK-097      | Meschede      | Oberes Lüttmecketal                           | 9,5869       |                                             |
| HSK-098      | Meschede      | Schmalenaus Bruch                             | 1,6315       |                                             |
| HSK-099      | Meschede      | Ennecker Bruch südöstlich Oeventrop           | 5,7181       |                                             |
| HSK-100      | Meschede      | Hudeeichen                                    | 7,3332       |                                             |
| HSK-101      | Meschede      | Schneeberg                                    | 6,8143       |                                             |
| HSK-102      | Meschede      | Warsteiner Kopf                               | 10,2979      |                                             |
| HSK-103      | Meschede      | Moorbirkenbruch am Gemeinheitskopf            | 6,0122       |                                             |
| HSK-104      | Meschede      | Thralanberg                                   | 11,8003      |                                             |
| HSK-105      | Meschede      | Niederwälder bei Visbeck                      | 37,5306      |                                             |
| HSK-106      | Meschede      | Kehling / Stuckerlen                          | 14,0271      |                                             |
| HSK-107      | Meschede      | Wallenstein                                   | 5,2475       |                                             |
| HSK-108      | Meschede      | Kalkwäldchen Schüren                          | 3,1915       |                                             |
| HSK-109      | Meschede      | Kanzenberg südlich Berge                      | 3,3583       |                                             |
| HSK-110      | Meschede      | Erlenbruch am oberen Glasmeckesiepen          | 0,5125       |                                             |
| HSK-111      | Meschede      | Alert                                         | 2,0955       |                                             |
| HSK-112      | Meschede      | Hellenkrügel                                  | 0,9773       |                                             |
| HSK-113      | Meschede      | Erlenbruch im Gebketal                        | 1,4744       |                                             |
| HSK-114      | Meschede      | Kümmecke                                      | 9,1603       |                                             |
| HSK-115      | Meschede      | Bormecker Bachtal                             | 6,3754       |                                             |
| HSK-116      | Meschede      | Bermecker Siepen                              | 3,5988       |                                             |
| HSK-117      | Meschede      | Drürerberg                                    | 2,2312       |                                             |
| HSK-118      | Meschede      | Giesmecketal                                  | 19,2568      |                                             |
| HSK-119      | Meschede      | Oberes Gepketal nördlich Enste                | 7,0844       |                                             |
| HSK-120      | Meschede      | Kleines Gebketal                              | 7,7167       |                                             |
| HSK-121      | Meschede      | Große Steinmecke                              | 8,1189       |                                             |
| HSK-122      | Meschede      | Talraum westlich Greverhagen                  | 11,0501      |                                             |
| HSK-123      | Meschede      | Aschholter Becke östlich Greverhagen          | 7,5483       |                                             |
| HSK-124      | Meschede      | Oberes Wallmecketal                           | 8,7473       |                                             |
| HSK-125      | Meschede      | Obere Gebke                                   | 9,3756       |                                             |
| HSK-126      | Meschede      | Gebke-Seitenarm                               | 6,8110       |                                             |
| HSK-127      | Meschede      | Soestmecke                                    | 1,9141       |                                             |
| HSK-128      | Meschede      | Bruchwald, Buchenbestand bei Enste            | 1,4394       |                                             |
| HSK-129      | Meschede      | Schweinsbruch                                 | 4,2060       |                                             |
| HSK-130      | Meschede      | Kleines Steinmecketal                         | 8,8939       |                                             |
| HSK-131      | Meschede      | Kolweder Bachtal                              | 4,3827       |                                             |
| HSK-132      | Meschede      | Ruhr bei Freienohl                            | 4,4206       |                                             |
| HSK-133      | Meschede      | Erlenwald südlich Frenkhausen                 | 1,5095       |                                             |
| HSK-134      | Meschede      | Schneisenberg südöstlich Stockhausen          | 8,1960       |                                             |
| HSK-135      | Meschede      | Hainberg westlich Meschede                    | 13,7028      |                                             |
| HSK-136      | Meschede      | Faules Siepen südlich Wehrstapel              | 5,6084       |                                             |
| HSK-137      | Meschede      | Remberg                                       | 1,5563       |                                             |
| HSK-138      | Meschede      | Hölzchen nördlich Wallen                      | 1,5457       |                                             |
| HSK-139      | Meschede      | Mildenberg nordöstlich Wulstern               | 1,7317       |                                             |
| HSK-140      | Meschede      | Laubwald nördlich Drasenbeck                  | 9,1441       |                                             |
| HSK-141      | Meschede      | Haldengelände der Grube „Alexander“           | 1,9349       |                                             |
| HSK-142      | Meschede      | Hockenstein östlich Hoeringhausen             | 7,7595       |                                             |
| HSK-143      | Meschede      | Seltenberg                                    | 4,6211       |                                             |
| HSK-144      | Meschede      | Olper Höhe - Winterseite                      | 9,7086       | File:NSG Olperhöhe Winterseite fd.JPG       |
| HSK-145      | Meschede      | Steinbruch Schüren                            | 1,1092       |                                             |
| HSK-146      | Meschede      | Lörmecketal                                   | 3,0798       | NSG Lörmecketal                             |
| HSK-246      | Olsberg       | Querbruch im Antfelder Wald                   | 45,2377      |                                             |
| HSK-247      | Olsberg       | Böde Bruch                                    | 15,6866      |                                             |
| HSK-248      | Olsberg       | Faule und Lange Siepen                        | 58,1222      |                                             |
| HSK-249      | Olsberg       | Bornstein                                     | 0,4938       |                                             |
| HSK-250      | Olsberg       | Hangweide Brunskappel                         | 2,2016       |                                             |
| HSK-251      | Olsberg       | Olsberger Ruhrtal oberhalb Assinghausen       | 15,4787      |                                             |
| HSK-252      | Olsberg       | Oberes Elpetal                                | 11,1784      |                                             |
| HSK-253      | Olsberg       | Steinmarkskopf-Hardenberg                     | 16,5678      |                                             |
| HSK-254      | Olsberg       | Feuchtbrachkomplex bei Heinrichsdorf          | 0,7726       |                                             |
| HSK-255      | Olsberg       | Niedere Lenmecke                              | 6,1686       |                                             |
| HSK-256      | Olsberg       | Kerbecker Siepen                              | 7,8198       |                                             |
| HSK-257      | Olsberg       | Steilhang-Buchenwald Brunskappel              | 30,0928      |                                             |
| HSK-258      | Olsberg       | Ruhrleggen                                    | 50,6960      |                                             |
| HSK-259      | Olsberg       | Schluchtwald Heinrichsdorf                    | 13,0783      |                                             |
| HSK-260      | Olsberg       | Plästerlegge – Auf’m Kipp                     | 14,6717      |                                             |
| HSK-261      | Olsberg       | Elpe- und Bremecketal                         | 29,8402      |                                             |
| HSK-262      | Olsberg       | Im Himmelreich                                | 13,5351      |                                             |
| HSK-263      | Olsberg       | Kahlenberg                                    | 14,3658      |                                             |
| HSK-264      | Olsberg       | Sperrenberg                                   | 5,9708       |                                             |
| HSK-265      | Olsberg       | Wildenstein                                   | 15,0059      |                                             |
| HSK-266      | Olsberg       | Oserberg                                      | 18,0442      |                                             |
| HSK-267      | Olsberg       | Medebachtal und Quellgebiet                   | 50,7822      |                                             |
| HSK-268      | Olsberg       | Erlenbruch                                    | 2,5598       |                                             |
| HSK-270      | Olsberg       | Hangwälder des Olsberges                      | 168,9942     |                                             |
| HSK-271      | Olsberg       | Rakenbachtal                                  | 38,8189      |                                             |
| HSK-273      | Olsberg       | Bremecke-Quellrinnsal                         | 10,0148      |                                             |
| HSK-274      | Olsberg       | Quellsiepen In der Reimecke                   | 3,6312       |                                             |
| HSK-275      | Olsberg       | Negertal                                      | 34,1884      |                                             |
| HSK-276      | Olsberg       | Elpetal bei Gevelinghausen                    | 37,4616      | NSG Elpetal bei Gevelinghausen              |
| HSK-277      | Olsberg       | Quellregion am Scheitenberger Weg             | 2,6032       |                                             |
| HSK-278      | Olsberg       | Wiedegge                                      | 2,4928       |                                             |
| HSK-279      | Olsberg       | Buchhorstkuppe                                | 2,9299       |                                             |
| HSK-280      | Olsberg       | Ruhrtal zwischen Olsberg und Assinghausen     | 48,4205      |                                             |
| HSK-281      | Olsberg       | Buchenwaldkomplex Schmalenberg                | 72,7311      |                                             |
| HSK-284      | Olsberg       | Eisenberg mit Maxstollen                      | 9,4301       |                                             |
| HSK-285      | Olsberg       | Steinkuhle                                    | 8,9291       |                                             |
| HSK-286      | Olsberg       | Ruhr bei Olsberg                              | 8,0839       | NSG Ruhr bei Olsberg                        |
| HSK-287      | Olsberg       | Ochsenberg                                    | 12,3697      |                                             |
| HSK-288      | Olsberg       | Tiefe Hohl – Kottensiepen                     | 20,5012      |                                             |
| HSK-289      | Olsberg       | Hiesecke                                      | 8,0408       |                                             |
| HSK-290      | Olsberg       | Oberes Schlebornbachtal                       | 45,3030      |                                             |
| HSK-291      | Olsberg       | Im Hagen                                      | 41,9571      |                                             |
| HSK-476      | Olsberg       | Untere Elpe                                   | 2,3839       |                                             |
| HSK-147      | Schmallenberg | Hunau - Langer Rücken - Heidberg              | 393,1305     |                                             |
| HSK-044      | Sundern       | Effenberg                                     | 12,0405      |                                             |
| HSK-045      | Sundern       | Kamberg                                       | 4,9746       |                                             |
| HSK-046      | Sundern       | Im Sümpfel                                    | 11,4872      |                                             |
| HSK-047      | Sundern       | Steinert                                      | 12,5855      |                                             |
| HSK-048      | Sundern       | Grasberg                                      | 7,7432       |                                             |
| HSK-049      | Sundern       | Bilstein-Klippen                              | 12,2651      |                                             |
| HSK-051      | Sundern       | Niederwald Recklinghausen                     | 25,2215      |                                             |
| HSK-052      | Sundern       | Schatthangwald Röhre                          | 3,5303       |                                             |
| HSK-053      | Sundern       | Wacholdergebiet Hermscheid                    | 4,4283       |                                             |
| HSK-054      | Sundern       | Spitzer Kahlenberg                            | 2,4635       |                                             |
| HSK-055      | Sundern       | Feldgehölz Almenscheid                        | 0,8785       |                                             |
| HSK-057      | Sundern       | Ehemalige Grube Hermann                       | 0,6863       |                                             |
| HSK-058      | Sundern       | Krähetal östlich der Grube Hermann            | 1,9246       |                                             |
| HSK-059      | Sundern       | Katenberg                                     | 9,3536       |                                             |
| HSK-060      | Sundern       | Läusebrink                                    | 1,5679       |                                             |
| HSK-061      | Sundern       | Magerweide am Hömberg                         | 0,3956       |                                             |
| HSK-062      | Sundern       | Erlenbrücher nördlich Amecke                  | 2,7709       |                                             |
| HSK-063      | Sundern       | Magerweide Stockmecke                         | 1,9022       |                                             |
| HSK-064      | Sundern       | Grünlandbrache südöstlich von Hagen           | 0,3203       |                                             |
| HSK-065      | Sundern       | Enkhauser Berg                                | 5,1160       |                                             |
| HSK-066      | Sundern       | Nassweide südlich des großen Kamps            | 0,9471       |                                             |
| HSK-067      | Sundern       | Eissteinberg                                  | 1,6198       |                                             |
| HSK-068      | Sundern       | Papenloh                                      | 4,0404       |                                             |
| HSK-069      | Sundern       | Feldgehölz westlich von Stockum               | 3,1507       |                                             |
| HSK-070      | Sundern       | Erlenbruch Denstenberg                        | 0,2758       |                                             |
| HSK-071      | Sundern       | Schla                                         | 1,7880       |                                             |
| HSK-072      | Sundern       | Wacholdervorkommen Gräfenberg                 | 0,9513       |                                             |
| HSK-073      | Sundern       | Halden südlich von Bönkhausen                 | 1,2178       |                                             |
| HSK-074      | Sundern       | Tolmecke-Siepen                               | 1,5631       |                                             |
| HSK-075      | Sundern       | Erlenbruch Klingersiepen                      | 0,6712       |                                             |
| HSK-076      | Sundern       | Schluchtwald Müggenholl                       | 3,4330       |                                             |
| HSK-077      | Sundern       | Bruchwald Bormecke                            | 2,3413       |                                             |
| HSK-079      | Sundern       | Niederwald Odin                               | 5,1778       |                                             |
| HSK-080      | Sundern       | Schatthangwald Hohe Liete                     | 0,7267       |                                             |
| HSK-081      | Sundern       | Unteres Heckmersiepen                         | 1,8461       |                                             |
| HSK-082      | Sundern       | Magerweide südlich des Bärenberges            | 0,7652       |                                             |
| HSK-083      | Sundern       | Erlenkamp                                     | 10,1201      |                                             |
| HSK-084      | Sundern       | Hohe Hahn                                     | 4,4090       |                                             |
| HSK-085      | Sundern       | Hermkesiepen                                  | 1,3198       |                                             |
| HSK-087      | Sundern       | Brachfläche im Sorpetal                       | 0,4989       |                                             |
| HSK-088      | Sundern       | Nassweide im Linnepetal                       | 3,5154       |                                             |
| HSK-089      | Sundern       | Rümmecke                                      | 8,6500       |                                             |
| HSK-090      | Sundern       | Kohlbrüche                                    | 5,3557       |                                             |
| HSK-091      | Sundern       | Erlenbruch Schneebecke                        | 0,2342       |                                             |
| HSK-092      | Winterberg    | Unteres Helletal                              | 34,20        |                                             |
| HSK-303      | Winterberg    | Springebachtal (Medebach)                     | 0,2124       |                                             |
| HSK-399      | Winterberg    | Oberes Nuhnetal                               | 27,9494      |                                             |
| HSK-400      | Winterberg    | Hoppecke-Quellbäche                           | 17,0505      |                                             |
| HSK-401      | Winterberg    | Burbecketal                                   | 10,8112      |                                             |
| HSK-402      | Winterberg    | Hillebachtal                                  | 51,2009      |                                             |
| HSK-403      | Winterberg    | Biggenstein / Lehrersbruch                    | 14,3303      |                                             |
| HSK-404      | Winterberg    | Oberes Schweimecketal                         | 11,0040      |                                             |
| HSK-405      | Winterberg    | Irrgeister                                    | 39,0207      | NSG Irrgeister                              |
| HSK-406      | Winterberg    | Westernau                                     | 6,3881       |                                             |
| HSK-407      | Winterberg    | Oberes Lennetal                               | 6,3359       |                                             |
| HSK-408      | Winterberg    | Mittleres Negertal                            | 8,7032       |                                             |
| HSK-409      | Winterberg    | Brembachtal                                   | 13,1679      |                                             |
| HSK-410      | Winterberg    | Ronsfeld                                      | 9,8293       |                                             |
| HSK-411      | Winterberg    | Berkmecke-Talsystem                           | 75,1049      |                                             |
| HSK-412      | Winterberg    | Hausstätte                                    | 12,0907      |                                             |
| HSK-413      | Winterberg    | Talmulde am Eggenberg                         | 13,3704      |                                             |
| HSK-414      | Winterberg    | Ahretalsystem                                 | 35,7952      |                                             |
| HSK-415      | Winterberg    | Namenlose-Talsystem                           | 92,7801      |                                             |
| HSK-416      | Winterberg    | Gutmecke und Renau                            | 98,4474      |                                             |
| HSK-417      | Winterberg    | Oberes Ruhrtal                                | 55,3360      |                                             |
| HSK-418      | Winterberg    | Springebachtal (Winterberg)                   | 17,9062      |                                             |
| HSK-419      | Winterberg    | Neger- und Birautal                           | 114,1193     |                                             |
| HSK-420      | Winterberg    | Walsbachtal                                   | 12,6073      |                                             |
| HSK-421      | Winterberg    | Haumecke                                      | 12,7691      |                                             |
| HSK-422      | Winterberg    | Odeborn-Talsystem                             | 57,9593      |                                             |
| HSK-423      | Winterberg    | Alte Grimme                                   | 13,3356      |                                             |
| HSK-424      | Winterberg    | Schluchtwald Helle                            | 58,1043      |                                             |
| HSK-425      | Winterberg    | Bochtenbeck                                   | 68,6042      |                                             |
| HSK-426      | Winterberg    | Schneil                                       | 4,6760       |                                             |
| HSK-427      | Winterberg    | Rimberg                                       | 26,6942      |                                             |
| HSK-428      | Winterberg    | Der Stein                                     | 38,3495      |                                             |
| HSK-429      | Winterberg    | Züschener Wald                                | 344,2169     |                                             |
| HSK-430      | Winterberg    | Wildenberg                                    | 6,5917       |                                             |
| HSK-431      | Winterberg    | Huckeshohl / Lorenbecke                       | 32,1175      |                                             |
| HSK-432      | Winterberg    | Steinberg an der Renau                        | 42,6339      |                                             |
| HSK-433      | Winterberg    | Waldreservat Glindfeld                        | 211,1413     |                                             |
| HSK-434      | Winterberg    | Brandtenberg                                  | 7,4768       |                                             |
| HSK-435      | Winterberg    | Iberg                                         | 23,7097      |                                             |
| HSK-436      | Winterberg    | Silberberg                                    | 20,5250      |                                             |
| HSK-437      | Winterberg    | Knäppchen                                     | 1,5046       |                                             |
| HSK-438      | Winterberg    | Hangquellmoor am Langenberg                   | 1,7724       |                                             |
| HSK-439      | Winterberg    | Buchenwald an der Deutmecke                   | 8,2841       |                                             |
| HSK-440      | Winterberg    | Silbacher Nordhelle                           | 11,6279      |                                             |
| HSK-441      | Winterberg    | Molbecke                                      | 2,3249       |                                             |
| HSK-442      | Winterberg    | Butterfeld                                    | 5,6694       |                                             |
| HSK-443      | Winterberg    | Bergwiesen bei Altastenberg                   | 34,6462      |                                             |
| HSK-444      | Winterberg    | Bergwiesen bei Neuastenberg                   | 96,4180      |                                             |
| HSK-445      | Winterberg    | Grünlandkomplex obere Orke                    | 44,9139      |                                             |
| HSK-446      | Winterberg    | Bergwiesen bei Winterberg                     | 139,8663     |                                             |
| HSK-447      | Winterberg    | Winterberger Orketalsystem                    | 95,2307      |                                             |
| HSK-448      | Winterberg    | Hömberg / Brusenbecke / Eberg / Kalte Spring  | 377,0287     |                                             |